# Slashdot
Slashdot (literalmente, "barrapunto", abreviado frecuentemente como "/.") es un sitio de noticias orientado a la tecnología. Fue creado en septiembre de 1997 por Rob Malda. Actualmente pertenece a la Open Source Development Network, parte de VA Software. La mayor parte de los contenidos de Slashdot consisten de resúmenes breves de historias de otras páginas web y enlaces a ellas. Los usuarios de Slashdot pueden comentar sobre cada noticia y cada noticia obtiene generalmente entre 200 y 2000 comentarios durante el tiempo en que figura en la página principal. Los resúmenes de cada historia son generalmente provistos por los mismos lectores de Slashdot y los editores son los encargados de aceptar o rechazar cada contribución.
El nombre "Slashdot" fue elegido por la forma curiosa en que suena dentro de una URL. En inglés barra es "slash" y punto es "dot", por lo que al leer "http://slashdot.org" el resultado es "http colon slash slash slashdot dot org".
Slashdot corre sobre un programa llamado Slash. El código Slash está liberado bajo los términos de la licencia GNU GPL, por lo que algunos sitios de noticias lo han utilizado.

## Karma y moderación
Todo usuario, a partir de cierto momento, puede moderar las opiniones de otros, calificándolas de divertidas, interesantes, inspiradas, informativas, infravaloradas, sobrevaloradas, trolls, inflamadoras, fuera del tema o redundantes. Las calificaciones afectan a la visibilidad de los comentarios, y a una puntuación o karma del usuario que ha sido calificado. Los usuarios con buen karma tienen mayor visibilidad y tienen opción de moderar comentarios de otros con mayor frecuencia.
Todo usuario, a partir de cierto momento, puede metamoderar moderaciones de otros, para evitar que se abuse del sistema de moderación. Los usuarios que hacen moderaciones consideradas injustas por los metamoderadores ven disminuida su capacidad de moderación.